# Knut Hamsun
Knut Hamsun (Vågå (Oppland), 4 augustus 1859 – Nørholm bij Grimstad, 19 februari 1952), pseudoniem van Knud Pedersen, was een Noors schrijver, vooral van romans. In 1920 kreeg hij de Nobelprijs voor de Literatuur toegekend voor zijn roman Hoe het groeide. In zijn vroege werk wordt hij tegenwoordig beschouwd als een voorloper van het modernisme uit de eerste decennia van de 20e eeuw. Hij was een der eersten die het procedé van de stream of consciousness hanteerde.
Hamsun wordt beschouwd als belangrijke voorloper van de moderne literatuur. Zijn naam als groot literator werd na de Tweede Wereldoorlog echter negatief beïnvloed door zijn nazi-sympathieën.

## Leven en werk
Hamsun verhuisde op jonge leeftijd met zijn familie naar een boerderij Hamsund in Hamarøy (nabij de Lofoten). Hij stamde uit een arme landbouwfamilie en werd deels opgevoed door een oom met een moeilijk karakter, wat bij Hamsun traumatische sporen achterliet. Hij kreeg nauwelijks scholing en was volledig autodidact (hij was wel een ijverig lezer).
Na het schrijven van enkele jeugdwerkjes verbleef hij enige tijd in Amerika en had daar diverse eenvoudige baantjes. Eind jaren 1880 van de 19e eeuw keerde hij terug naar Noorwegen om te gaan schrijven.
Hamsuns vroege werk staat tegenwoordig als sterk vernieuwend te boek. Met name zijn werken Honger (1890), Mysteriën (1892), Pan (1894) en Victoria (1898), vallen op door het uitdagende karakter en de buitengewone intensiteit en eigengereidheid waarmee ze geschreven zijn, alsook door de extatisch-lyrische toon. De handeling concentreert zich steeds rondom de buitenstaander ("outsider") die zich geplaatst ziet in een maatschappij waaraan hij zich niet wil conformeren. Conflictstof komt voort uit schuldgevoelens, onzekerheden en angsten, maar ook uit arrogantie, vervoering, euforie en vooral een enorme vitaliteit. Opvallende kenmerken in de vroege romans zijn verder de fragmentarische opbouw, de absurdistische humor en de doodsdrift. Hamsun is in zijn eerste romans een van de eersten die het literaire procedé van de stream of consciousness hanteert, dat in de vroege 20e eeuw sterk opgang maakte in het werk van modernistische schrijvers. In hun soort, stellen literatuurhistorici, hebben zijn vroege werken nauwelijks een precedent en kan zijn schrijfwijze hooguit vergeleken worden met iemand als Dostojewski (wiens werk Hamsun overigens uitgebreid gelezen had).

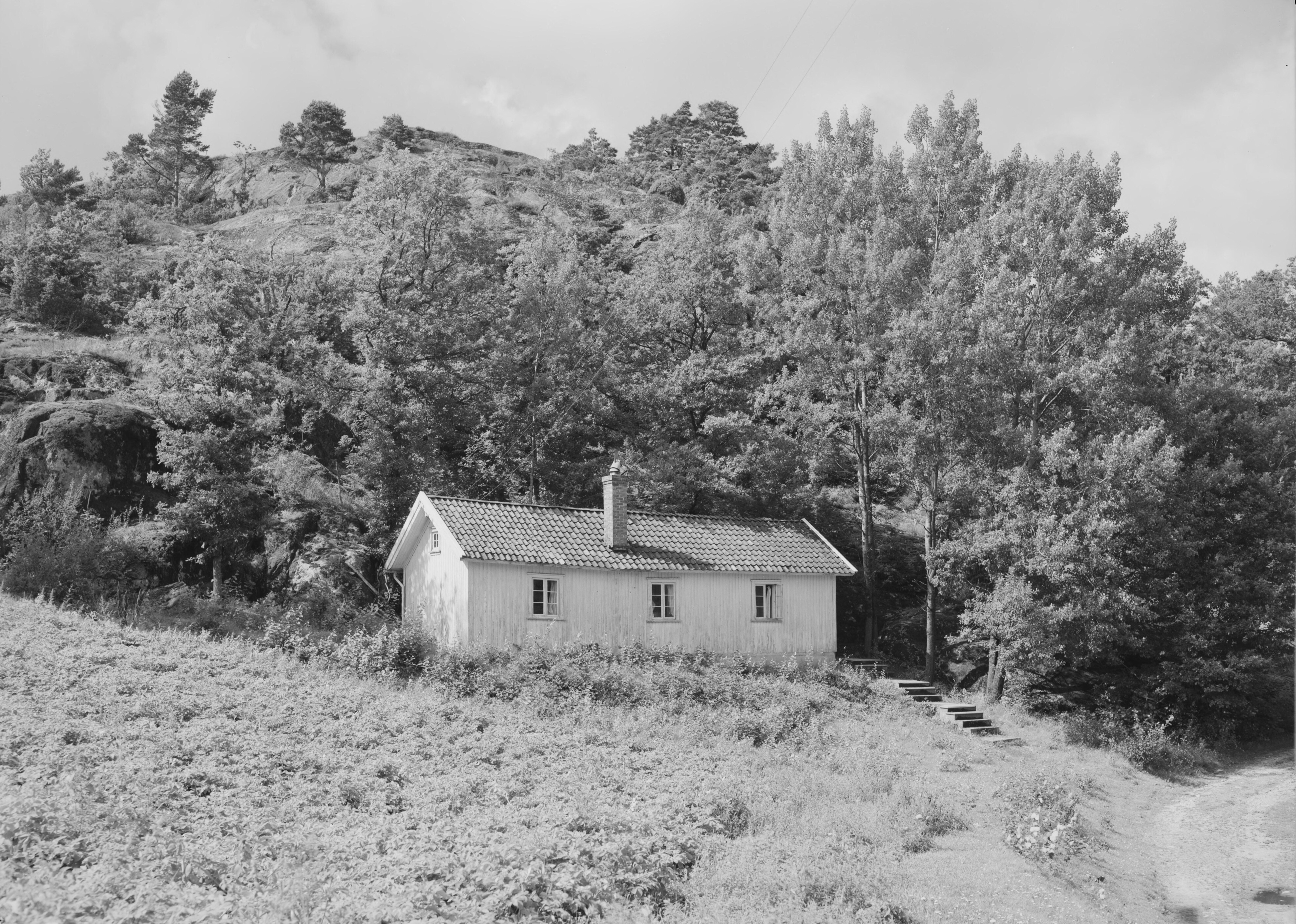
Schrijvershut Hamsun in Nørholm

Na de eeuwwisseling komt er, mede onder invloed van zijn huwelijk met actrice Marie Andersen en de verankering van zijn leven op zijn boerenlandgoed Nørholm, een relatieve stabiliteit in zijn leven en daarmee ook in zijn werk. Waar hij zich in zijn vroege werk steeds sterk vereenzelvigde met zijn hoofdpersonen wordt hij nu wat meer observator. Het hoge voltage raakt er een beetje af, de toon wordt meer episch, maar tegelijkertijd trekt veel van de vroegere thematiek zich door en blijven zijn werken van een uitzonderlijk literair niveau. Hoogtepunten in zijn latere werk zijn het monumentale Hoe het groeide (Markens Grøde, 1917, voor welk boek hij de Nobelprijs voor Literatuur ontving), Het laatste hoofdstuk (1924) en De ring gesloten (1936).
Zijn latere werk verheerlijkt vooral de verbondenheid van de mens met de aarde, het bestaan van boeren en vissers, zonder het vaak zware bestaan te verbloemen. Industrialisatie en andere modernistische tendensen worden afgewezen. Het outsidermotief blijft echter terugkeren, telkens weer. Zo fulmineert de hoofdpersoon in De ring gesloten tegen het idee dat hij maatschappelijk vooruit moet komen, iemand moet worden. "Ik ben er toch al, waarom moet ik nog iets anders willen worden". Deze toon blijft typerend voor Hamsun, doorheen al zijn romans.
Op bijna 90-jarige leeftijd sloot Hamsun zijn schrijversloopbaan af met het autobiografische Langs overwoekerde paden (1949), opnieuw geschreven vanuit de positie van de outsider, nadat hij geïnterneerd was geweest vanwege zijn nazi-sympathieën. Hij werd uiteindelijk veroordeeld tot hoge geldboetes, niet vanwege actieve collaboratie maar vanwege de gegeven "morele steun" aan de Duitse bezetters.

## Figuren in het werk van Hamsun

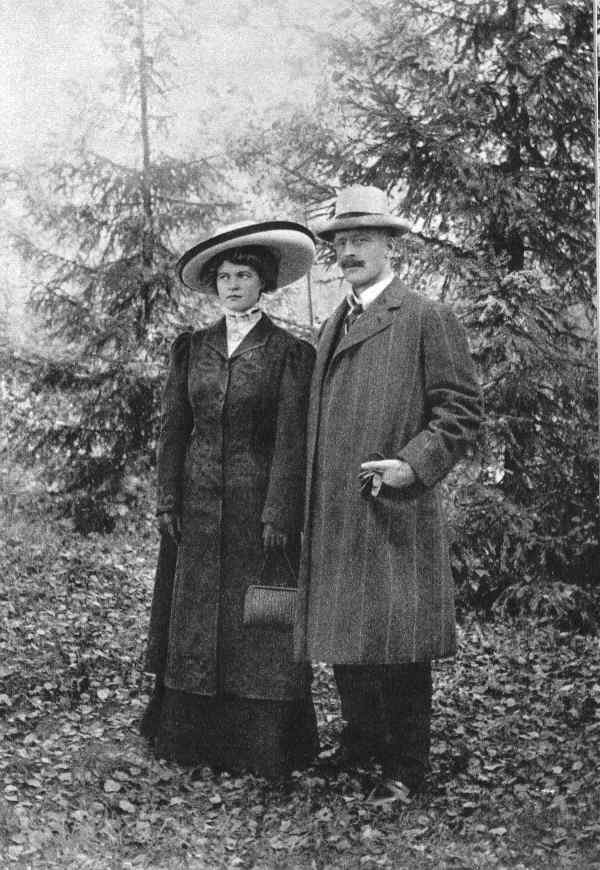
Knut Hamsun en Marie, 1909, door Wilse

De (meestal mannelijke) hoofdfiguren in het werk van Hamsun hebben wat genoemd kan worden 'übermensch'-achtige trekken: ze representeren wat Nietzsche eens de vier kardinale deugden heeft genoemd: inzicht, moed, mededogen en eenzaamheid.
De Nederlandse Hamsunkenner Amy van Marken maakte een duidelijk onderscheid tussen man- en vrouwfiguren in het werk van Hamsun.
Vrouwfiguren in de werken van Hamsun worden vaak heen en weer geslingerd tussen enerzijds verlangen naar- en volledige overgave aan de "grote liefde" en anderzijds duidelijke berekening: streven naar maatschappelijke zekerheid, pragmatisme. Uiteindelijk valt de keuze meestal op dat laatste, maar achteraf volgt de spijt, als het te laat is (Victoria, op haar sterfbed) of wanneer als de liefde definitief niet meer gerealiseerd kan worden (Pan, Mysteriën, als de grote geliefde dood is).
Mannelijke (neven)figuren bij Hamsun zijn vaak óf gericht op maatschappelijk aanzien, óf ze zijn eenvoudig, levend in harmonie met de natuur, trouw aan zichzelf (vaak landarbeiders, vissers et cetera). De sympathie van Hamsun ligt duidelijk bij de laatsten, maar nooit ongenuanceerd zwart-wit. Ook in Hamsuns persoonlijk leven is terug te zien hoe hij meermaals heen en weer getrokken werd tussen beide perspectieven.
Opvallend in de ontmoetingssituatie tussen man en vrouw in het werk van Hamsun is de neiging van de vrouw om zich te onderwerpen en de neiging van de man om zich ( vaak onbewust) voortdurend in een positie te manoeuvreren waarin hij wordt afgewezen, waarna hij zich dan vol verontwaardiging keert tegen degene die hem afwijst. Het lijkt een masochistisch trekje, in psychoanalytische termen wel met de term "injustice collectors" geduid (moeizaam losmakingsproces van de moeder, met als gevolg dat ze in het latere leven steeds weer teleurgesteld willen worden).
Waarachtig geluk en "ware liefde" wordt bij Hamsun nooit echt mogelijk, noch voor vrouwen, noch voor mannen: "we voelen dat het er is, maar we kunnen er niet komen".

## Hamsun en het nazisme

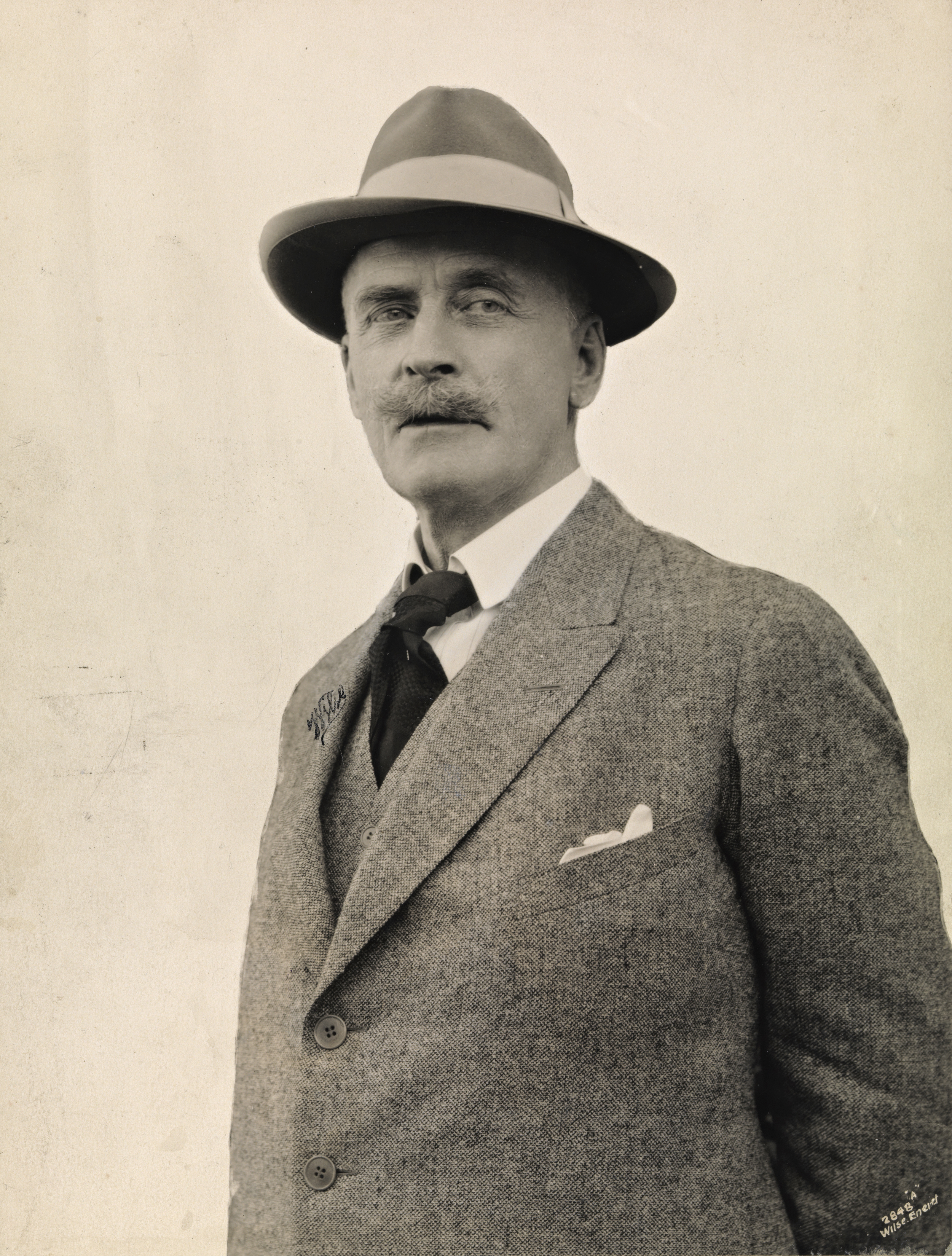
Knut Hamsun, 1927, door Wilse.

Tijdens de Tweede Wereldoorlog steunde Hamsun de pro-naziregering van Vidkun Quisling, wat zijn bijzondere reputatie danig aantastte. In mei 1943 bezocht hij Joseph Goebbels en schonk deze zijn bij de Nobelprijs behorende medaille. Een maand later had hij op de Berghof een ontmoeting met Adolf Hitler en verzocht hij hem om Josef Terboven af te zetten als Noorse Reichskommissar. Veel is geschreven over het waarom van deze pro-nazistische opstelling van Hamsun, maar ook zijn belangrijkste biografen (Ferguson, Sletten Kolloen) geven toe nauwelijks tot een bevredigende verklaring te komen. Oorzaken worden gezocht in de anti-modernistische en anti-Engelse houding van Hamsun (deels overblijfsel van zijn verblijf als jongeman in de Verenigde Staten). Ook wordt gewezen op zijn sympathie voor het Blut und Boden-denken en zijn grote succes als schrijver in Duitsland, maar dit alles lijkt niet afdoende.
Werkelijke redenen lijken verborgen te liggen in de ontoegankelijke, “leugenachtige”, ijdele en vooral dwarse provocerende persoonlijkheid van Hamsun zelf. Bij vlagen lijkt die zich soms in zijn werk te openbaren, vanuit een diep inlevingsvermogen in zijn eigen psyche, maar zelfs dan zijn zijn keuzes niet te voorspellen, net zomin als bij de meeste van zijn hoofdpersonages. Volgens Hamsuns biograaf Ferguson is de kern van het probleem dat je bij Hamsun nooit weet wat waar is of wat niet, wat hij meent of wat hij niet meent. Vaak bleek Hamsun dat van zichzelf nog niet eens te weten. Ooit gaf hij aan zich nauwelijks meer te herinneren wat hij nu "geleefd" had en wat er in zijn boeken was gebeurd. Vaak nam hij ook gewoon een standpunt in om zich dwars tegenover iemand op te stellen, los van wat hij er misschien werkelijk van vond. Hij poseert voortdurend. Ook rondom zijn opstelling in de oorlog kan zoiets volgens Ferguson aan de hand zijn geweest.
In Noorwegen werd de collaboratie van Hamsun bijna als een nationaal trauma ervaren. Na de oorlog werd Hamsun enige tijd in een psychiatrische kliniek opgenomen om te onderzoeken of hij geen psychiatrische aandoening had, maar dat wist hij krachtig te weerleggen in zijn zwanenzang Langs overwoekerde paden, zonder verklaringen te geven. In 1948 werd hij tot een boete van 325.000 Noorse kronen veroordeeld wegens collaboratie.

## De invloed van Hamsun

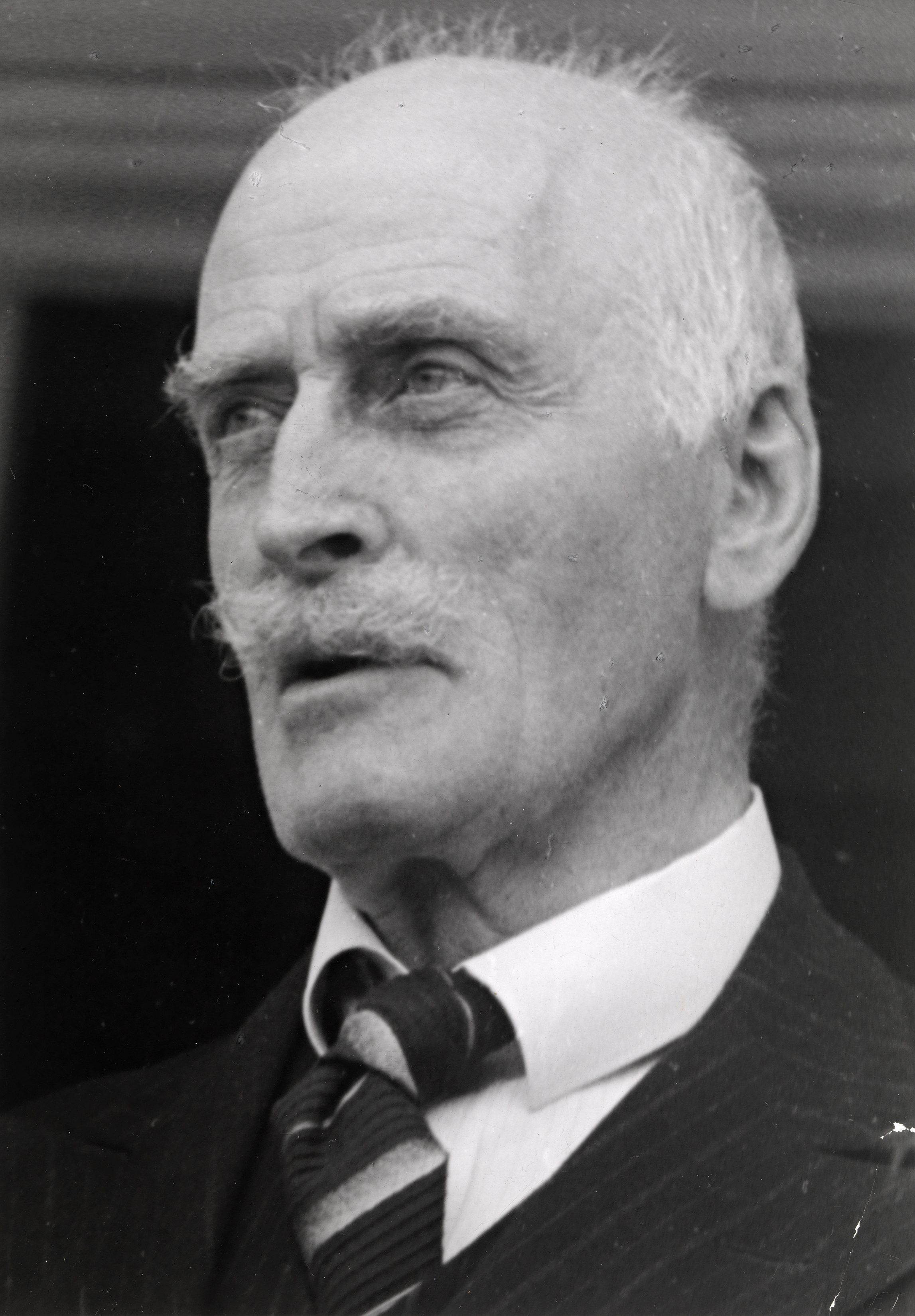
Hamsun 1939, door Wilse.

De invloed van Hamsun op de wereldliteratuur is enorm geweest, vergelijkbaar met die van negentiende-eeuwse literaire grootheden als Dostojevski en Ibsen. Grote toonaangevende schrijvers uit de 20e eeuw namen hem tot belangrijk voorbeeld, zoals James Joyce ('stream of consciousness'), Thomas Mann, Isaac Bashevis Singer, Franz Kafka, Anatole France, Ernest Hemingway, Hermann Hesse en Henry Miller. Henry Miller noemde in zijn autobiografische The books of my life Hamsun’s boek Mysteriën bij de drie beste, voor hem als persoon meest bepalende boeken die hij ooit had gelezen. Met name het vroege werk van Hamsun doet meer dan een eeuw later nog steeds onvoorstelbaar modern aan en was in de tijd dat het geschreven werd vrijwel zonder precedent. Door sommigen wordt Hamsun dan ook wel de eerste moderne schrijver genoemd. Thomas Mann gaf zelfs na de oorlog nog aan dat de Nobelprijs nooit naar iemand was gegaan die hem meer verdiend had dan Hamsun.
De invloed van Hamsun gaat overigens nog steeds door, tot nu, vooral in Scandinavië (Christensen, Enquist). In Noorwegen bestaat nog steeds een levendige 'Hamsun-beweging'. Zijn honderdvijftigste geboortedag anno 2009 is er uitgebreid herdacht.

## Hamsun in Nederland
Tot aan de Tweede Wereldoorlog was Hamsun in Nederland en België een veelgelezen auteur. Vrijwel al zijn romans werden kort na verschijnen in het Nederlands vertaald. De eerste Hamsun-vertaling dateert uit 1894: Raadselachtig!, een vertaling van Mysterier, door Philippine Wijsman. Jan en Annie Romein (marxisten nota bene, beiden ook Hamsun-vertalers), Marsman en Walschap waren in de periode voor de Tweede Wereldoorlog belangrijke pleitbezorgers van zijn werk. Na de oorlog had zijn reputatie sterk te lijden onder zijn collaboratie. Niettemin verscheen in 1959, bij zijn honderdste geboortejaar, bij Uitgeverij Heideland in Hasselt (België) zijn verzameld proza in tien delen. Eind jaren zeventig verschenen de belangrijkste werken van Hamsun in een aantal nieuwe vertalingen. Opvallend is dat in deze periode ook Mysteriën door de Nederlandse cineast Paul de Lussanet werd verfilmd, met hoofdrollen voor Rutger Hauer en Sylvia Kristel. W.F. Hermans schreef een uitgebreid artikel over 'Honger' in 'Ik draag geen helm met vederbos' (1979).
Anno 2009 verschenen bij uitgeverij De Geus ter gelegenheid van zijn honderdvijftigste geboortedag opnieuw een aantal delen in nieuwe Nederlandse vertaling. In de kritieken naar aanleiding van een nieuwe vertaling van Mysteriën (begin 2009) blijft de 'foute Hamsun' van de oorlog echter steeds terugkeren, zonder dat er een inhoudelijke relatie met het boek kan worden gelegd. De periode blijft kleven aan Hamsun, maar dat staat de waardering van zijn werk op zichzelf steeds minder in de weg.

## Bibliografie

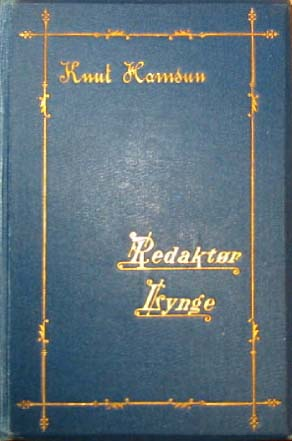
1e druk Redakteur Lynge

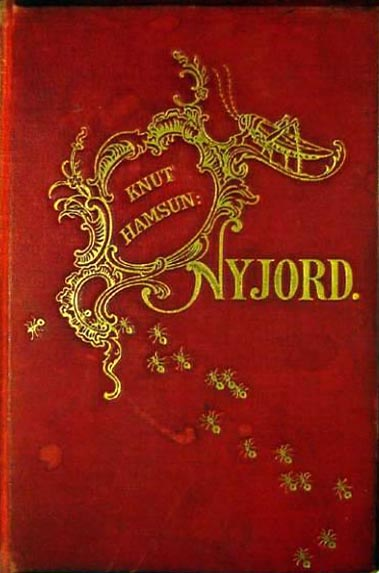
1e druk Nieuwe aarde

## Biografieën
- Marie Hamsun: Onder de regenboog (1953)
- Tore Hamsun: Knut Hamsun, mijn vader (1959)
- Piet Schepens: Knut Hamsun (1965) - nr. 54 uit de reeks 'Ontmoetingen' (Uitgeverij Desclée De Brouwer)
- Willem Frederik Hermans: "Hamsun's honger" (1976). Opgenomen in "Ik draag geen helm met vederbos"
- Amy van Marken: Knut Hamsun (1977)
- Robert Ferguson: Enigma. The Life of Knut Hamsun (1987)
- Ingar Sletten Kolloen: Knut Hamsun, dreamer and dissident (2004)